# Ecoanarquisme

Tot i que la bandera verda i negra és principalment representativa de l'anarcoprimitivisme, també s'associa amb l'ecoanarquisme, en combinar el verd del ecologisme amb el negre de l'anarquisme.

L'ecoanarquisme (o anarquisme verd) és una corrent dins de l'anarquisme que posa un especial èmfasi en els temes mediambientals. La teoria ecoanarquista és aquella que estén la ideologia anarquista més enllà de la crítica de les interaccions humanes, i inclou també una crítica a les interaccions entre humans i no humans. Aquesta teoria sol culminar en una praxi anarquista revolucionària que no es dedica merament a l'alliberament humà, sinó que inclou una certa forma d'alliberament no-humà, i que té per objectiu d'aconseguir una societat anarquista sostenible des d'un punt de vista mediambiental.
D'entre les primeres influències del moviment, destaquen Henry David Thoreau, Lev Tolstoi i Élisée Reclus. En el segle xix, va emergir l'anarconaturalisme com a fusió de l'anarquisme amb les filosofies naturistes dins dels cercles de l'anarcoindividualisme de França, Espanya, Cuba, i Portugal. Les principals corrents contemporànies (algunes de les quals s'exclouen mútuaments) inclouen l'anarcoprimitivisme, que presenta una crítica a la tecnologia i defensa que l'anarquisme s'adiu més a maneres de viure pre-"civilitzades"; l'anarquisme vegà, que considera que l'alliberament humà i l'animal són indestriables; i l'ecologia social, que defensa que la dominació jeràrquica de la natura deriva de la dominació dels humans pels humans.

## Inicis de l'ecoanarquisme

### Henry David Thoreau

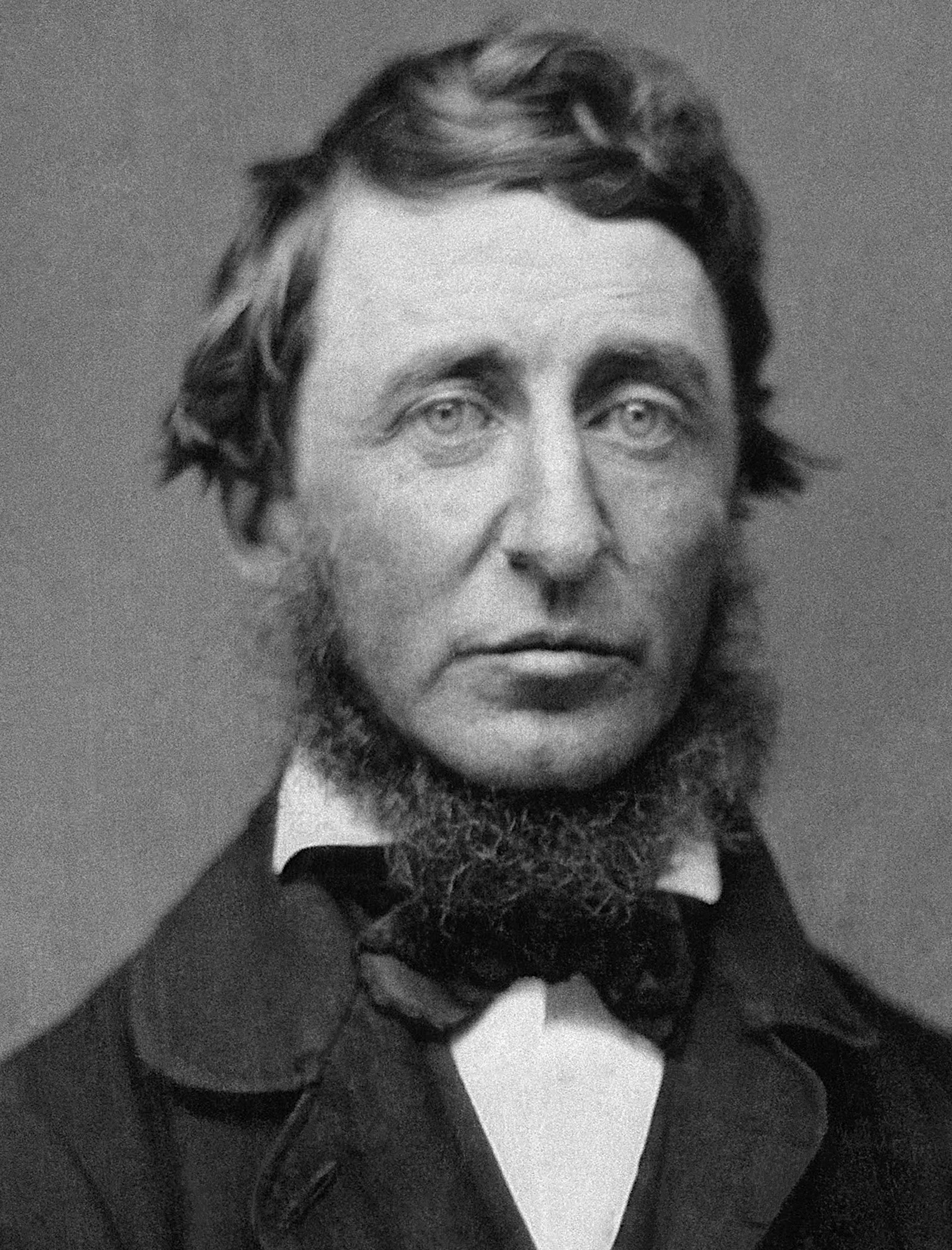
Henry David Thoreau, una de les primeres influències de l'ecoanarquisme, que va escriure Walden

L'anarquisme va començar a tenir una visió sobre l'ecologisme en els escrits de l'anarquista transcendentalista americà Henry David Thoreau. En el llibre Walden defensa la vida simple i l'autosuficiència en entorns naturals en detriment de la civilització industrial.
 L'obra és en part declaració d'independència, experiment social, viatge de descoberta espiritual, sàtira i un manual d'autosuficiència. Publicat per primer cop l'any 1854, detalla les experiències de Thoreau al llarg de dos anys, dos mesos i dos dies en una cabanya que ell mateix va construir a prop de l'estany de Walden, enmig d'un bosc propietat del seu amic i mentor Ralph Waldo Emerson, a prop de Concord, a l'estat de Massachusetts. El llibre comprimeix el temps en un calendari d'un any i utilitza passatges de les quatre estacions per simbolitzar les etapes del desenvolupament humà. En submergir-se ell mateix en la natura, Thoreau pretenia tenir una comprensió més objectiva de la societat, a través de la introspecció personal. La vida simple i l'autosuficiència eren els altres objectius de Thoreau, i tot el projecte estava inspirat en la filosofia transcentalista, un tema central en el període romàntic estatunidenc. Tal com Thoreau va deixar clar en aquest llibre, la seva cabanya no estava pròpiament enmig de la natura salvatge, sinó als afores d'un poble, a unes dues milles de la seva casa familiar.
El mateix John Zerzan va incloure el text Excursions (1863) de Thoreau en la compilació d'escrits que va editar sota el nom de Contra la civilització: lectures i reflexions (Against civilization: Readings and reflections en anglès) de 1999.

### Élisée Reclus

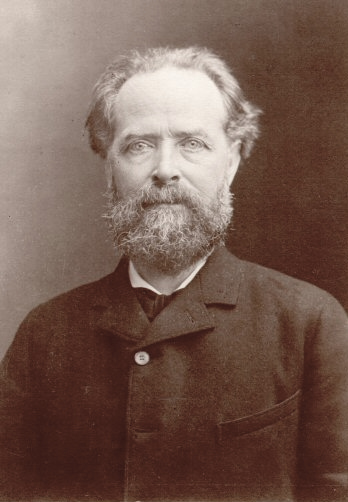
Élisée Reclus, geògraf anarquista francès i un dels primers mediambientalistes.

Élisée Reclus (15 de març de 1830 - 4 de juliol de 1905), també conegut com a Jacques Élisée Reclus, va ser un conegut geògraf, escriptor i anarquista francès. Va publicar la seva gran obra de dinou volums La Nova Geografia universal, la terra i els homes (La Nouvelle Géographie universelle, la terre et les hommes en francès) a Universal Geography, durant un període de 20 anys (de 1875 a 1894). L'any 1892, se li va concedir la prestigiosa Medalla d'Or de la Societat de Geografia de París per aquesta obra, malgrat haver estat expulsat de França pel seu activisme polític. Segons KirkPatricK Sale:
| « | La seva obra en geografia, d'una recerca incansable i profundament científica, va deixar-nos una imatge de la interacció entre l'humà i la natura que avui en dia anomenaríem biorregionalisme. Va demostrar, amb un nivell de detall que difícilment hagués pogut absorbir algú que no fos un geògraf dedicat, com l'ecologia d'un lloc determina els estils de vida i els mitjans de subsistència que tenen els seus ciutadans i, per tant, quant plenament podria viure la gent en biorregions pròpies i autodeterminades sense la interferència de governs grans i centralitzats que tendeixen a homogenitzar les diferents àrees geogràfiques. | » |

Per als autors de An Anarchist FAQ, Reclus defensava que "existeix una harmonia secreta entre la terra i la gent a qui nodreix, i quan les societats imprudents es permeten violar aquesta harmonia, sempre se'n penedeixen". De manera similar, cap ecologista contemporani negaria que "l'home (i la dona) verdaderament civilitzat entén que la seva naturalesa va lligada amb l'interès de tots i amb el de la natura. Ell (o ella) repara el mal causat pels seus predecessors i treballa per millorar el seu domini.
Reclus advocava per la conservació natural i s'oposava al consum de carn i la crueltat animal. Era vegetarià. Per tot això, les seves idees van ser analitzades pels historiadors com un preludi de l'ecologia social moderna així com dels moviments en defensa dels drets dels animals. Poc abans de morir, Reclus va completar L'Home i la terra (1905). En ella, va seguir les seves obres anteriors considerant el desenvolupament de la humanitat en ralació al medi geogràfic. Reclus va ser també un dels primers defensors del naturisme.

### Anarco-naturisme
A finals del segle xix, va aparèixer l'anarquisme naturista com a unió de les filosofies anarquista i naturista. Va ser d'especial importància dins dels cercles anarcoindividualisme a Espanya, França, Portugal, i Cuba.
L'anarconaturisme defensava el vegeterianisme, l'amor lliure, el nudisme i la visió d'un món ecològic dins i fora dels grups anarquistes. L'anarconaturisme promovia un ecologisme global, les petites ecoviles, i sobretot el nudisme com una manera d'evitar l'artificialitat de la societat industrial de masses i de la modernitat. Els anarconaturistes individualistes veien l'individu des de les òptiques biològica, física i fisiològica i intentaven eliminar les determinacions socials. En van ser promotors de rellevància Henri Zisly i Emile Gravelle, que van col·laborar a La Nouvelle Humanité (La Nova Humanitat), seguit de Le Naturien (El Naturista), Le Sauvage (El Salvatge), L'Ordre Naturel(L'Ordre Natural) i La Vie Naturelle (La Vida Natural).

#### França
Richard D. Sonn va comentar, sobre la influència de la filosofia naturista en el moviment anarquista francès:
| «                                                     | En les seves memòries sobre els seus anys anarquistes publicades a Le Matin l'any 1913, Rirette Maîtrejean va fer un dels règims més estranys d'entre els que van fer els seus companys. […] Va descriure la banda Bonnot com els "bandits tràgics", en negar-se a menjar carn i beure vi, en favor de l'aigua. Els comentaris satírics de l'anarquista francesa reflectien les pràctiques de l'ala "naturista" que defensava un estil de vida més simple i natural, centrat en la dieta vegeteriana. En els anys 20 del segle xx, aquesta ala es va fer sentir en la revista Le Néo-Naturien, Revue del Idées Philosophiques et Naturiennes. Els col·laboradors condemnaven la moda de fumar cigarretes, sobretot per part de les noies joves; un llarg article de 1927 de fet relacionava el consum de tabac amb el càncer! D'altres discernien entre els vegetarians, que simplement no menjaven carn, i els "vegetalians", que només menjaven verdura. L'anarquista G. Butaud, que va ser qui fer aquesta distinció, va obrir un restaurant anomenat Foyer Végétalien al dinovè districte de França l'any 1923. Altres temes de la revista incloïen receptes vegetarianes. L'any 1925, quan el jove anarquista que es convertiria en autor de novel·la negra Léo Malet va arribar a París provinent de Montpeller, s'allotjava inicialment amb uns anarquistes que duien un altre restaurant vegeterià que només servia verdures, ni ous ni peix. Aquestes preocupacions nutricionals anaven lligades amb altres maneres de promoure cossos saludables, com el nudisme o la gimnàstica. Durant un temps, als anys 20, després de ser alliberats de la presó (on complien condemna per haver dut a terme activitats de control de la nativitat i contra la guerra), Jeanne i Eugène Humbert van retirar-se a la relativa seguretat del moviment de "vida integral" que promovia prendre el sol nu i l'exercici físic, activitats que eren vistes com aspectes integrals de la salud en el sentit grec del gymnos. Aquesta corrent primitivista de retorn a la natura no estava monopolitzada per l'esquerra; els mateixos interessos es despertaven en els alemanys de dretes del període d'entreguerres. A França, tanmateix, aquestes tendències eren en major mesura associades als anarquistes, en tant que suggerien un ideal d'autocontrol i de rebuig als tabús socials i els prejudicis. | » |
| — Richard D. Sonn, Sex, Violence, and the Avant-Garde | |   |

##### Henri Zisly
Henri Zisly (París, 2 de novembre de 1872, 19459) era un anarcoindividualista i naturista francès. Va col·laborar, juntament amb Henri Beylie i Émile Gravalle en moltes revistes com La Nouvelle Humanité i La Vie Naturelle, que promovien l'anarconaturisme. L'any 1902, va ser un dels fundadors, juntament amb Georges Butaud i Sophie Zaïkowska, de la cooperativa Colonie de Vaux, establerta a Essômes-sur-Marne, a Aisne.
L'activitat política de Zisly, "bàsicament motivada en el retorn a la 'vida natural' tant en la teoria com en la pràctica, va estimular confrontacions animades tant dins com fora del món anarquista. Zisly va criticar fermament el progrés i la civilització que considerava 'absurda, innoble, i inmunda'. Va oposar-se obertament a la industrialització, defensant que les màquines eren inherentment autoritàries, estava a favor del nudisme, va advocar per una adhesió no dogmàtica ni religiosa a les 'lleis de la natura', va recomanar un estil de vida basat en les necessitats limitades i l'auto-suficiència i va estar en contra del vegeterianisme, que considerava 'anti-científic'."

#### Cuba
L'historiador Kirwin R. Schaffer en el seu estudi sobre l'anarquisme cubà descriu l'anarconaturisme com "El tercer fil del moviment anarquisme de l'illa", juntament amb el comunisme llibertari i l'anarcosindicalisme El naturisme era un moviment global de salut alternativa i un estil de vida. Els naturistes se centraven en redefinir-se la vida per viure d'una manera més simple, menjar més econòmicament però dietes vegeterianes i nutricionals, a ser possible cultivant-se un mateix el propi menjar. El camps es presentava com una alternativa romàntica a la vida urbana, i alguns naturistes fins i tot fomentaven el qual veien com a benefici del nudisme. Globalment, el moviment naturista tenia com a seguidors els anarquistes, el liberals i els socialistes. Tanmateix, a Cuba, una certa dimensió anarquista va evolucionar, liderada per gent com Adrián del Valle, que va ser la punta de llança en l'esforç cubà a canviar d'un naturisme centrat en la salut humana a un naturisme que tingués una funció social d'emancipació.
Schaffer destaca la influència que l'anarconaturisme va tenir fora dels cercles naturistes. Així: "Per exemple, res no impedia inherentment que un anarcosindicalista de la unió de treballadors de restaurants de l'Havana donés suport als programes sanitaris dels anarconaturistes i considerés aquestes pràctiques alternatives "revolucionàries"". Els anarconaturistes promovien un ideal rural, la vida simple i estar en harmonia amb la natura com a maneres de salvar la classe obrera del caràcter creixentment industrialitzat de Cuba. Més enllà de promoure un moviment de retorn al camp a principis dels segle xx, van usar aquestes imatges romàntiques de la natura per il·lustrar fins a quin punt una Cuba industrialitzada i capitalista s'havia allunyat del punt de vista anarquista de l'harmonia natural." El propagandista principal de l'anarconaturista a Cuba va ser el català Adrián del Valle (també conegut com a Palmiro de Lidia). En les següents dècades, del Valle no només apareixeria constantment en la premsa anarquista que proliferava a Cuba, sinó que també en les principals publicacions literàries. De 1912 a 1913, va editar la revista lliurepensadora El Audaz. Llavors es va centrar en la seva major obra editorial, col·laborant en la fundació de la revista mensual de medicina alternativa que seguia la línia anarconaturista Pro-Vida.

#### Espanya

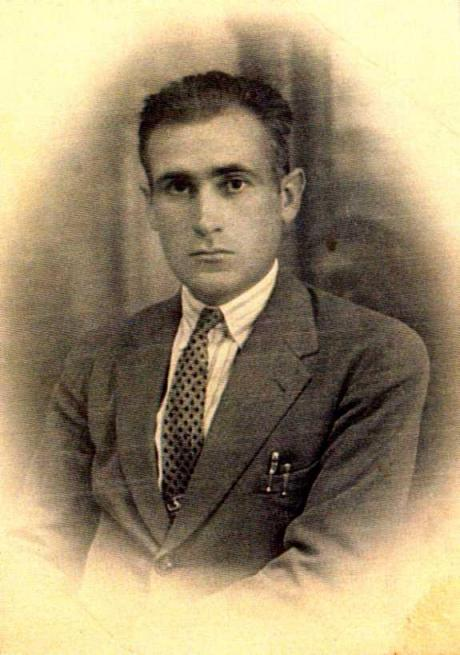
Isaac Puente, anarconaturista i anarcocomunista espanyol.

L'anarconaturisme va tenir força importància a finals dels anys 20 en l'moviment anarquista espanyol A França, les idees dels principals propagandistes de l'anarconaturisme, Henri Zisly i Émile Gravelle, van tenir una gran influència en els cercles anarquistes d'Espanya, on Federico Urales (pseudònim de Joan Montseny) va promoure les idees de Zisly i Gravelle a La Revista Blanca (1898-1905):
| « | El paper de nexe del grup Sol y vida va ser molt important. L'objectiu d'aquest grup era viatjar i gaudir de l'aire lliure. L'ateneu naturista Ecléctico, a Barcelona, va ser la base operativa del grup. Primer Etica i després Iniciales, estrenada el 1929, van ser les publicacions del grup, que van durar fins a la Guerra Civil espanyola. S'ha de tenir en compte que les idees naturistes que s'hi expressaven lligaven amb el desig que tenien les joventuts llibertàries de trencar amb les convencions burgeses del temps. Això és el que va explicar un jove obrer en una carta a Inciales, que va escriure sota l'estrany pseudònim Silvestre del Campo: "Trobo un gran plaer en estar despullat al bosc, banyat per la llum i l'aire, dos elements naturals a què no podem renunciar. Fugint de la humil roba de les persones explotades (roba que, en la meva opinió, són el resultat de totes les lleis que s'han ideat per fer les nostres vides més amargues), creiem que no hi ha més que les lleis naturals. La roba significa esclavitud per alguns i tirania pels altres. Només l'home nu que es rebel·la contrat tota norma representa l'anarquisme, desfet dels prejudicis en el vestir imposats per aquesta societat nostra, orientada als diners. | » |
| — | |   |

La relació entre l'anarquisme i el naturisme dona lloc a la Federació Naturista, el juliol de 1928, i al IV Congrés Naturista Espanyol, el setembre de 1929, tots dos amb el suport del Moviment Llibertari. Tanmateix, a curt termini, els moviments naturista i llibertari van créixer per separat en llurs concepcions de la vida quotidiana. El moviment naturista es va sentir més proper a l'individualisme llibertari d'alguns teòrics francesos, com Henri Ner (nom autèntic de Han Ryner), que no pas als objectius revolucionaris que proposaven algunes organitzacions anarquistes com la FAI. Aquesta tendència ecològica en l'anarquisme espanyol va ser prou forta com per cridar l'atenció de la CNT-FAI a Espanya. Daniel Guérin en dona fe a Anarchism: From Theory to Practice:
| « | L'anarcosindicalisme espanyol s'havia preocupat durant molt temps de mantenir l'autonomia del que anomenava grups d'afinitat. Hi havia molts adeptes al naturisme i al vegeterianisme entre els seus membres, especialment entre els pagesos del sud. Tots dos estils de vida es consideraven adequats per la transformació de l'ésser humà i la preparació d'una societat llibertària. En el congrés a Saragossa, els membres no es van oblidar de mencionar els grups naturistes i nudistes, "inadequats en la industrialització". Com que els grups no podrien satisfer totes les seves necessitats, el congrés va anticipar que els seus delegats a les reunions de la confederació de comunes poguessin negociar pactes econòmics especials amb la resta de comunes agrícoles i industrials. En la vigília d'una transformació vasta, sanguinària i social, a la CNT no li va semblar mala idea intentar reunir les aspiracions infinitament variades dels éssers humans individuals. | » |

##### Isaac Puente
Isaac Puente va ser un influent anarquista espanyol durant els anys 20 i 30 i un important propagandista del moviment anarco-naturista. Va militar tant a la central sindical anarcosindicalista CNT com a la FAI. Va publicar el llibre El Comunismo Libertario y otras proclamas insurreccionales y naturistas (en català El Comunisme Llibertari i altres procalemes insurreccionals i naturistes) l'any 1933, que va vendre al voltant de 100.000 exemplars. i va redactar el document final del Congrés Confederal Extraordinari de Saragossa de 1936 que establia la principal línia política de la CNT d'aquell any. Puente era un doctor que exercia la seva pràctica mèdica des d'un punt de vista naturista. Veia el naturisme com una solució integral per a totes les classes obreres, juntament amb el neo-malthusianisme, i creia que concernia l'ésser viu de la mateixa manera que l'anarquisme tenia a veure amb l'ésser social. Creia que les societats capitalistes posaven en risc el benestar dels ciutadans tant des d'un punt de vista socioeconòmic com sanitari, i promovia l'anarcocomunisme juntament amb el natursime com a solució.

#### Altres països
El naturisme també es va trobar amb l'anarquisme del Regne Unit. "En moltes de les comunitats alternatives establertes a Gran Bretanya a principis del segle xx, el nudisme, l'anarquisme, el vegeterianisme i l'amor lliure eren acceptades com a part d'un estil de vida políticament radical. En els anys 20, els habitants de la comunitat anarquista de Whiteway, a prop de Stroud in Gloucestershire, van impressionar els ciutadans conservadors de la zona amb el seu nudisme desacomplexat." A Itàlia, durant el 9è Congrès de la Federació Anarquista Italiana a Carrara l'any 1965, un grup va decidir escindir-se d'aquesta organització i crear els Gruppi di Iniziativa Anarchica. En els anys 70, estaven formats principalment per "anarcoindividualistes veterans amb una certa orientació al pacifisme, al naturisme,..."
 L'anarcosindicalista estatunidenc Sam Dolgoff va mostra algunes de les crítiques que alguns anarquistes de corrents contràries del moment feien a les tendències anarco-naturistes. Pel que fa a la vida a la Stelton Colony de Nova York en els anys 20, va remarcar amb menyspreu que "com en altres colònies, estava infestat de vegetarians, de naturistes, de nudistes i d'altres cultistes, que deixaven de banda els autèntics objectius anarquistes. Un dels membres sempre anava descalç, ho menjava tot cru, principalment fruits secs i panses i es negava a usar el tractor, en estar en contra de les màquines, així com tampoc volia abusar dels cavalls, arribant a cavar ell mateix la terra." Aquests auto anomenats anarquistes eren en realitat "anarquistes de carro de bous" va dir Dolgoff, "que s'oposaven a l'organització i volien retornar a un estil de vida més simple." En una entrevista amb Paul Avrich abans de la seva mort, Dolgoff també es va queixar: "Estic cansat i malalt d'aquests artistes i poetes inútils que s'oposen a l'organització i només volen jugar amb els seus melics."

### Lev Tolstoi i el tolstoianisme

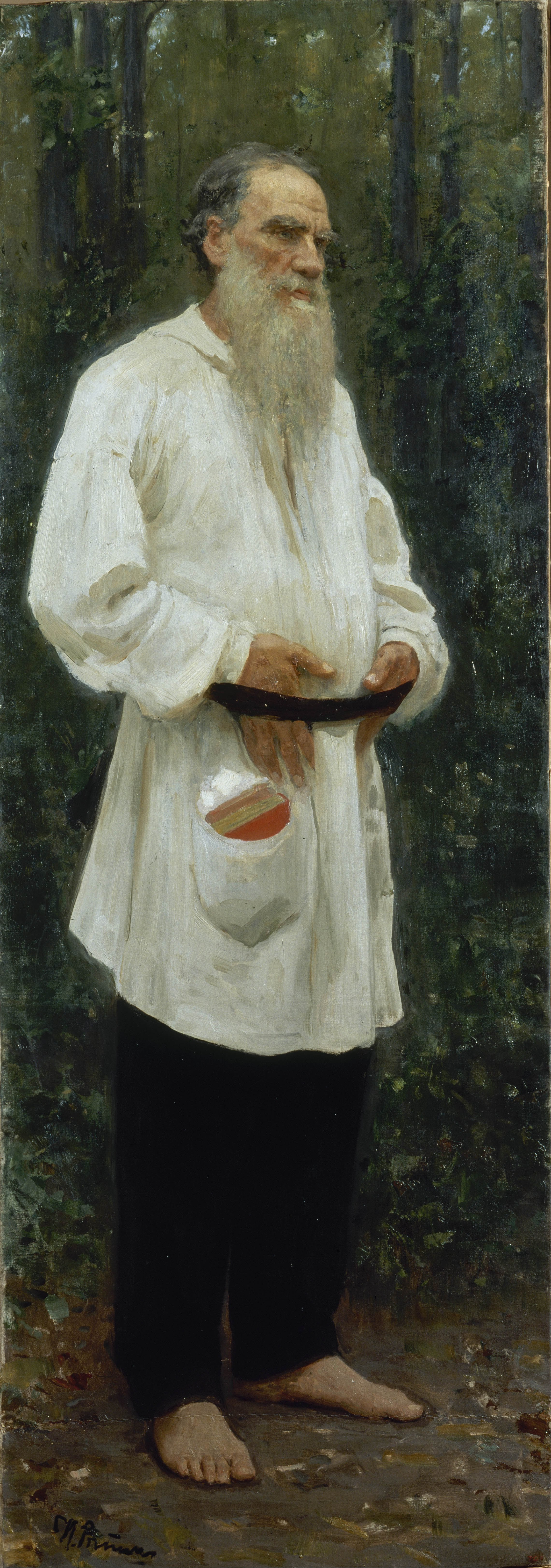
Tolstoi vestit de camperol, per Ilià Repin (1901)

L'anarquista cristià i anarcopacifista rus Lev Tolstoi també és considerat una de les primeres influències de l'ecoanarquisme. El novel·lista estava convençut que la renúncia ascètica cristiana, budista i hindú era el camí cap a la santedat. Després de llegir passatges com el següent, que abunden en els textos de Schopenhauer, el noble rus va triar la pobresa i la negació formal de la voluntat:
 Però aquesta gran necessitat de patiment (de la gent pobra) per tal d'obtenir la salvació eterna també s'expressa en les declaracions del Salvador (Mateu 19,24): "Més encara: és més fàcil que un camell passi pel forat d'una agulla que no pas que un ric entri al Regne de Déu." És per això que aquells que perseguien realment la salvació eterna van triar la pobresa voluntària quan el destí els l'havia negat en néixer rics. Així, Siddharta Gautama va néixer sent un príncep, però va triar voluntàriament passar a pidolar; i Francesc d'Assís, el fundador de les ordres mendicants que, de ben jove, rodejat de totes les filles dels nobles, li van preguntar: "Ara Francesc, faràs el favor de triar d'entre aquestes belleses?" i va respondre: "He pres una decisió millor!", "Quina?", "La povertà (la pobresa)". Llavors va abandonar-ho tot i va rondar pel territori com un mendicant. 
Malgrat els seus dubtes sobre l'anarquisme violent, Tolstoi va córrer riscos fent circular les publicacions prohibides dels anarquistes russos, i va corregir el manuscrit de Kropotkin Paraules d'un rebel, publicada il·legalment a Sant Petersburg l'any 1906. Tolstoi era un entusiasta del pensament econòmic de Henry George, incorporant-lo amb aprovació en obres seves posteriors com Resurrecció, l'obra que va causar amb major mesura la seva excomunió. Els tolstoians s'identifiquen com cristians, però en general no pertanyen a cap església. Intentaven viure en l'ascetisme i en la simplicitat voluntària, amb preferència al vegeterianisme, a no fumar ni veure i a la castedat. Els tolstoians eren considerats pacifistes cristians i advocaven per la no-resistència en totes les circumstàncies. No donen suport ni participen de cap manera en el govern, que consideren immoral, violent i corrupte. Tolstoi va rebutjar l'estat (ja que només existeix sota la base de la força física) i tota institució que se'n derivi- la policia, els tribunals i l'exèrcit. Tolstoi va exercir una important influència en Mohandas Gandhi, que va crear una colònia cooperativa anomenada Granja Tolstoi (Tolstoy Farm) a prop de Johannesburg, a Sud-àfrica, inspirat en l'ideari de Tolstoi. La colònia ocupava una àrea d'uns 4.5 km² i va ser fundada per l'arquitecte gandhià Hermann Kallenbach a disposició dels satyagrahis l'any 1910. També va inspirar experiències comunals similars als Estats Units, on els residents també estaven influenciats per les idees de Henry George i Edward Bellamy, així com a Russia, Anglaterra i als Països Baixos.

## Mitjans del segle XX
Diversos anarquistes de mitjan segle xx, inclosos Herbert Read, Ethel Mannin, Leopold Kohr i Paul Goodman, també van defensar l'ecologisme juntament amb el seu anarquisme. El llibre de Mannin de 1944 Bread and Roses: A Utopian Survey and Blue-Print ha estat descrit per l'historiador anarquista Robert Graham com l'exposició d'una visió ecologista en contraposició de la destructiva organització industrial prevalent de la societat.

### Leopold Kohr
Leopold Kohr (Oberndorf bei Salzburg, 5 d'octubre de 1909 - Austria – Gloucester, Anglaterra, 26 de febrer de 1994) va ser un economista, filòsof i politòleg conegut tant per la seva oposició al "culte de la grandesa" en l'organització social com per ser una de les primeres figures del moviment small is beautiful (allò petit és bell). Durant gairebé vint anys va ser professor d'Economia i Administració Pública a la Universitat de Puerto Rico. Es describia a ell mateix com "un filòsof anarquista". L'any 1937, Kohr es va convertir en un reporter freelance durant la Guerra Civil Espanyola, on es va impressionar pels governs limitats i autosuficients dels estats independentistes de Catalunya i Aragó, així com de les petites ciutats estat anarquistes espanyoles d'Alcoi i Casp. En el seu primer assaig "Disunion Now: A Plea for a Society based upon Small Autonomous Units", publicat al diari Commonweal l'any 1941, Kohr va parlar d'una Europa en guerra: "Hem ridiculitzat els molts petits estats, ara estem aterrats pels seus pocs successors." Va fer una crida al trencament del continent en favor de centenars de ciutats estat. Kohr va desenvolupar les seves idees en una sèries de llibre, inclosos The Breakdown of Nations (1957), Development without Aid (1973) i The Overdeveloped Nations (1977). De l'obra més popular de Leopold Kohr, The Breakdown of Nations:
| « | […] sembla que només hi ha una causa rere totes les formes de misèria social: la grandesa. Per simple que pugui semblar, s'hauria d'acceptar la idea més fàcilment si considerem que la grandesa, o la sobremesura, és molt més que un problema social. Sembla ser l'únic problema que impregna tota creació. Sempre que alguna cosa va malament, és perquè és massa gran. […] I si el cos d'un poble emmalalteix amb la febre de l'agressió, la brutalitat, el col·lectivisme o la idiotesa massiva, no és perquè hagi caigut víctima d'un mal lideratge o d'un trastorn mental. És perquè els éssers humans, tan agradables com a individus o en petit comitè, s'han soldat unitats socials sobrepoblades. | » |

Més endavant en la seva carrera acadèmica va criticar el "culte de la grandesa" i el creixement econòmic i va promocionar el concepte d'escala humana i vida en comunitats petita. Va argumentar que una massiva ajuda externa en les nacions més pobres sufocava les iniciatives locals de participació. La seva visió era una criada a la dissolució de les estructures polítiques i econòmiques centralitzades en favor de més control local. Kohr va ser una inspiració important en els moviments verd, el bioregional, el del quart món, la descentralització i l'anarquisme. Kohr va contribuir sovint en el Journal for the Fourth World de John Papworth, Resurgence & Ecologist. Un dels seus estudiants va ser l'economista E. F. Schumacher, una altra influència prominent en aquests moviments, el best-seller del qual, Small Is Beautiful va prendre el títol d'un dels principis centrals de Kohr. De manera semblant, les seves idees van inspirar els llibres de KirkPatrick Sale Human Scale (1980) i Dwellers in the Land: The Bioregional Vision (1985). Sale va editar la primera publicació de The Breakdown of Nations l'any 1978 i en va escriure el prefaci.

### Murray Bookchin
Murray Bookchin (14 de gener de 1921 – 30 de juliol de 2006) va ser un socialiste llibertari estatunidenc autor, orador i filòsof. L'any 1958, Murray Bookchin es va definir com a anarquista, veient de manera paral·lela l'anarquisme i l'ecologisme. El seu primer llibre, Our Synthetic Environment, va ser publicat sota el pseudònim de Lewis Herber l'any 1962, uns mesos abans del Primavera silenciosa de Rachel Carson. El llibre describia un ampli ventall de problemes ambientals però va rebre molt poca atenció a causa del seu radicalisme polític. El seu innovador assaig Ecologia i Pensament Revolucionari va introduir l'ecologia com a concepte en les polítiques radicals. L'any 1968 va fundar un altre grup que publicaria la influent revista Anarchos, que publicava aquest i d'altres assajos innovadors sobre la post-escassetat i les tecnologies ecològiques tals com les energies solar i eòlica, així com la descentralització i la miniaturització. Fent conferències pels Estats Units, va ajudar a popularitzar el concepte d'ecologia en la contracultura.
Post-Scarcity Anarchism és una col·lecció d'assajos escrits per Murray Bookchin i publicats per primer cop l'any 1971 per Ramparts Press. Hi descriu la possible forma que l'anarquisme podria adoptar sota les condicions de la post-escassetat. És una de les obres principals de Bookchin, i la seva tesi radical va ser font de controvèrsia en ser utòpica i messiánica en la seva fer en el potencial llibertari de la tecnologia. Bookchin argumenta que les societats postindustrials són també societats post-escassetat, i pot doncs imaginar-se "l'assoliment de les potencialitats socials i culturals latents en la tecnologia de l'abundància". L'auto-administració de la societat és ara possible gràcies als avenços tecnològics i, quan la tecnologia s'utilitza de manera sensible amb el medi ambient, el potencial revolucionari de la societat serà molt més gran. L'any 1982, el seu llibre The Ecology of Freedom va tenir un impacte profund en l'emergent moviment ecologista, tant als Estats Units com fora. Va ser una de les figures principals en els Burlington Greens en els anys 1986-90, un grup ecologista que impulsava candidatures municipals en un programa per crear democràcia de barri. A From Urbanization to Cities (originalment publicada l'any 1987 com The Rise of Urbanization and the Decline of Citizenship), Bookchin va marcar les tradicions democràtiques que havien influenciat la seva filofia política i va definir la implementació del concepte del municipalisme llibertari. Uns quants anys més tard, The Politics of Social Ecology, escrit pel seu company de 20 anys, Janet Biehl, resumiria breument aquestes idees.

### Jacques Ellul
Jacques Ellul (6 de gener de 1912 – 19 de maig de 1994) va ser un filòsof, professor de dret i sociòleg francès, i un anarquista cristià. Va escriure diversos llibres sobre el cristianisme, la societat tecnològica, la propaganda i la interacció entre la política i la religió. Professor d'història i sociologia de les institucions de la Facultat de Dret i Ciències Econòmiques de la Universitat de Bordeus, va ser autor de 58 llibres i de més de mil articles al llarg de tota la seva vida, el tema principal dels quals va ser l'amenaça a la llibertat humana i a la religió creada per la tècnica moderna. El seu concepte de tècnica es defineix breument en la secció "Notes al lector" del llibre The Technological Society (1964), obra que molts consideren la seva obra més important i que s'anomenava en un principi La Technique: L'enjeu du siècle (literalment, "La Tècnica: el Repte del Segle"). En ella, Ellul va presentar set característiques de la tecnologia moderna que fan de l'eficiència una necessitat: la racionalització, l'artificialitat, l'automatisme de l'elecció tècnica, l'auto-increment, el monisme, l'universalisme i l'autonomia.
Segons Ellul, la racionalitat de la tècnica força una organització lògica i mecànica a través de la divisió del treball, l'establiment d'estàndards de producció, etc. Crea, a més, un sistema artificial que "elimina o subordina el món natural." Avui en dia, afirma, la societat tecnològica és una cosa sagrada (vegeu Sant Steve Jobs). Com que defineix la tècnica com "la totalitat dels mètodes racionals a què s'ha arribat, amb una eficiència absoluta (per un cert estat de desenvolupament) en tots els camps de l'activitat humana", és clar que la seva anàlisi sociològica no se centra tant en la societat de màquines com a tal, sinó en la societat de "tècniques eficients".

## Desenvolupaments contemporanis
D'entre els escriptors contemporanis que defensen l'ecoanarquisme, destaquen Layla AbdelRahim, Derrick Jensen, Jaime Semprun, George Draffan, John Zerzan, Starhawk i Alan Carter.

### Ecologia social i comunalisme

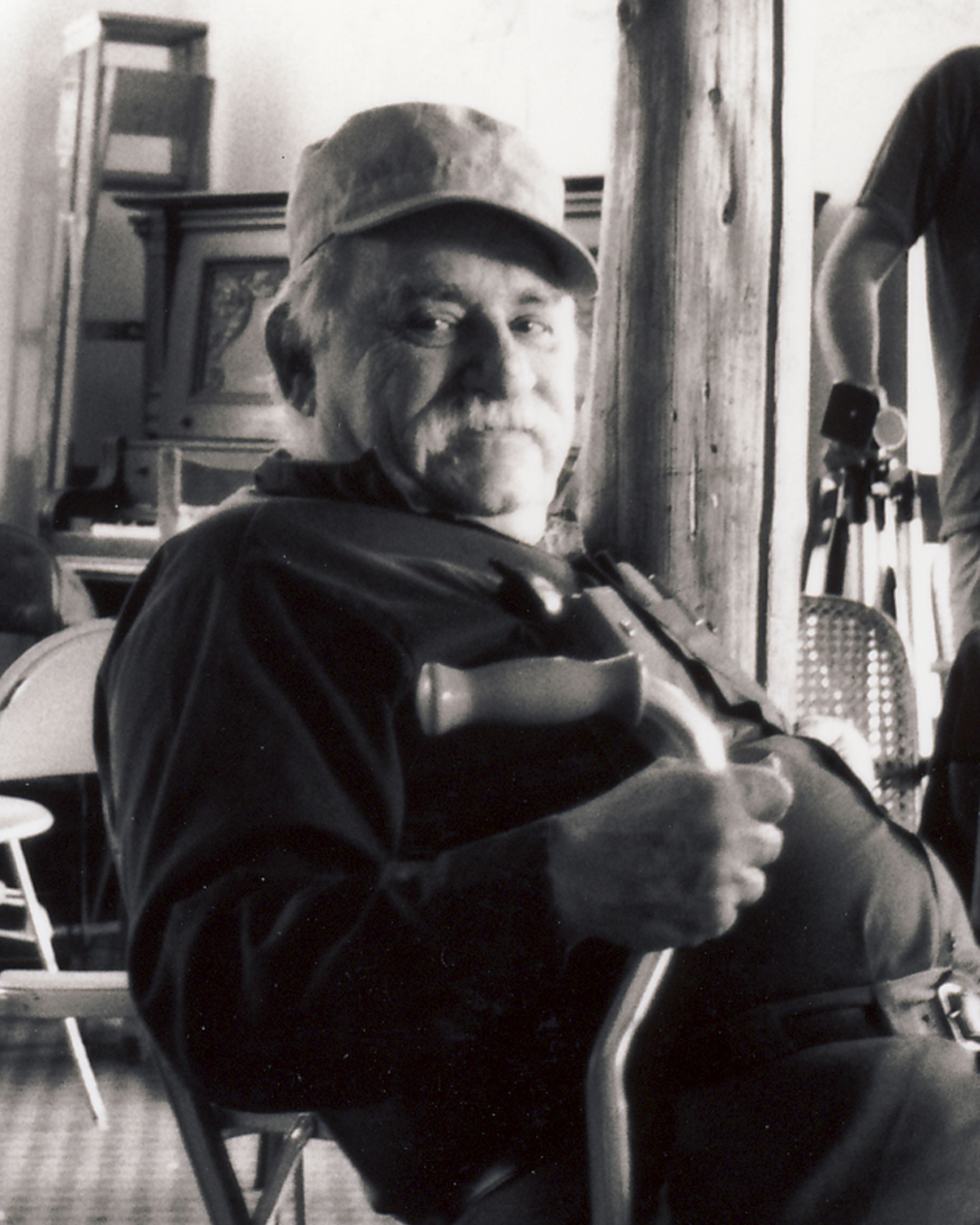
Murray Bookchin

L'ecologia social està estretament relacionada amb l'obra i les idees de Murray Bookchin, que van influenciar l'anarquista Piotr Kropotkin. Els ecologistes socials afirmaven que la crisi ecològica present radica en els problemes socials dels humans, i que la dominació dels humans sobre la natura prové de la dominació dels humans sobre els humans.
Bookchin va desenvolupar posteriorment una filosofia política que complementaria l'ecologisme social, que ell va anomenar Comunalisme (escrit amb "C" majúscula per diferenciar-lo d'altres formes de comunalisme). Si bé originalment era concebut com una forma d'anarquisme social, més endavant va desenvolupar el Comunalisme com una ideologia separada que incorporaria el que ell va considerar els elements més beneficials de l'anarquisme, el marxisme, el sindicalisme i l'ecologisme radical.
Políticament, els Comunalistes defensaven una xarxa d'assemblees ciutadanes de democràcia directa en comunitats/ciutats individuals organitzades de manera confederal. El mètode per aconseguir això es diu municipalisme llibertari, i implica l'establiment d'institucions democràtiques que han de créixer i expandir-se confederalment amb l'objectiu de, algun dia, substituir la nació-estat.
Janet Biehl (nascut l'any 1953) és un escriptor associat a l'ecologia social, el cos d'idees desenvolupades i publicades per Murray Bookchin. L'any 1986, va assistir a l'Institut per l'Ecologia Social i allà va començar una relació de col·laboració amb Bookchin, treballant intensament amb ell al llarg de dues dècades en l'explicació de l'ecologia social des de la seva casa compartida a Burlington, Vermont.
De 1987 a 2000, ella i Bookchin van coescriure i coeditar el butlletí informatiu teòric Green Perspectives, posteriorment reanomenat Left Green Perspectives. És l'autora i compiladora de The Murray Bookchin Reader (1997); l'autora de The Politics of Social Ecology: Libertarian Municipalism (1998) i Rethinking Ecofeminist Politics (1991); i coautora (amb Peter Staudenmaier) de Ecofascism: Lessons from the German Experience (1995).

### Green Anarchist
La revista Green Anarchist va ser durant un temps la principal veu al Regne Unit que defensava l'anarquisme verd, una fusió explícita del socialisme llibertari i el pensament ecologista. Fundada després de les protestes Stop the City de 1984, la revista va ser publicada per primer cop a l'estiu del mateix any per un grup editorial format per Alan Albon, Richard Hunt i Marcus Christo. Els primers temes que van tractar inclouen un ampli ventall d'idees anarquistes i ecologistes, unint grups i individus tan diversos com el grup Class War, el veterà escriptor anarquista Colin Ward, el grup anarco-punk Crass, així com el Peace Convoy, activistes anti-nuclears, defensors dels drets dels animals i un llarg etcètera. Això no obstant, la diversitat que molts veien com el principal al·licient de la publiació, va donar lloc a arguments irreconciliables entre l'enfocament essencialment pacifista d'Albon i Christo, i la defensa de Hunt d'una confrontació violenta amb l'Estat. Durant els anys 90, Green Anarchist va ser timonejat per un grup editorial format per Paul Rogers i Steve Booth entre d'altres, en un període en què la publicació s'aliniaria cada cop més amb les tesis primitivistes, una filosofia anti-civilització defensada per escriptors com John Zerzan i Fredy Perlman. A principis de 1995, la policia de Hampshire va començar una sèrie de com a mínim 56 incursions, amb el nom en clau d'Operació Washington, que resultarien en un judici a Portsmouth l'agost i novembre de 1997 als editors de Green Anarchist Booth, Saxon Wood, Noel Molland i Paul Rogers, així com a l'oficial de premsa del Front d'Alliberament Animal (ALF, en anglès) Robin Webb i a l'editor del butlletí de notícies Animal Liberation Front Supporters Group (ALFSG) Simon Russell. La defensa va organitzar la campanya de defensa GANDALF (Green Anarchists aND ALF). Tres dels editors de Green Anarchist, Noel Molland, Saxon Wood i Booth van ser empresonats per 'conspiració per incitar'. Tanmateix, tots tres van ser alliberats poc després en apel·lació.

### Fredy Perlman
Fredy Perlman (20 d'agost de 1934 – 26 de juliol de 1985) va ser un autor, editor i militant de nacionalitat estatunidenca, nascut a Brno, Txecoslovàquia. La seva obra més popular, el llibre Against His-Story, Against Leviathan!, detalla l'alça de la dominació estatal amb un re-relat de la història a través de la metàfora de Thomas Hobbes en el seu llibre Leviatan. El llibre segueix sent una font d'inspiració per les perspectives en l'anarquisme contemporani, especialment pel filòsof John Zerzan.

### Anarcoprimitivisme

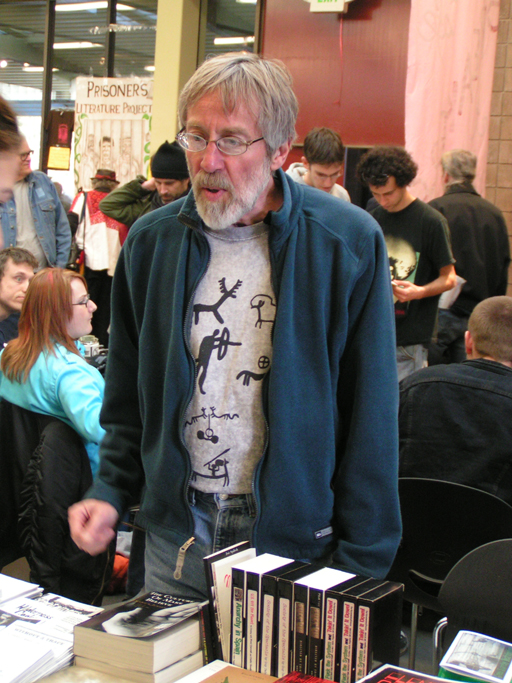
John Zerzan, teòric anarcoprimitivista

L'anarcoprimitivisme és una crítica anarquista dels orígens del progrés de la civilització. Segons l'anarcoprimitivisme, el pas de la societat caçadora-recol·lectora a la subsistència de l'agricultura va donar lloc a l'estratificació social, la coerció i l'alienació. Els anarcoprimitivistes defensen el retorn als estils de vida no "civilitzats" a través de la desindustrialització, l'abolició de la divisió del treball o l'especialització, així com l'abandonament de les tecnologies a gran escala. Hi ha altres formes de primitivisme no anarquistes, i no tots els primitivistes apunten als mateixos fenòmens com a causa dels problemes moderns del món civilitzat. Els anarcoprimitivistes es distingeixen sovint pel seu focus en la pràxi d'assolir un estat feral.

#### John Zerzan
John Zerzan és un autor i filòsof anarquista i primitivista. Les seves obres critiquen la civilització agricultora com a inherentment opressiva, i defensa aprofitar-se de la societat caçadora-recol·lectora com a font d'inspiració de com hauria de ser la societat. Alguns temes d'aquesta crítica inclouen la domesticació, el llenguatge, el pensament simbòlic (com les matemàtiques o l'art) i el concepte de temps.

#### Green Anarchy
Green Anarchy va ser una revista publicada per un col·lectiu d'Eugene, Oregon. La revista se centrava en l'anarcoprimitivisme, l'anarquisme post-esquerra, l'ecologisme radical, les lluites dels afroamericans, la resistència anarquista, la resistència indígena, l'alliberament de la Terra i dels animals, l'anticapitalisme i el suport dels presos polítics. Tenir una tirada d'uns 8000 exemplars, sent alguns dels seus usuaris presos, que en rebien còpies gratuïtes. Green Anarchy va ser creada l'any 2000 i l'any 2009 la seva web es tancaria, deixant un breu missatge final sobre el cessament de la publicació. El subtítol de la revista era "An Anti-Civilization Journal of Theory and Action" ("Una Revista Anti-Civilització de Teoria i Acció"). L'autor John Zerzan n'era un dels editors.

#### Species Traitor
Species Traitor és una revista publicada esporàdicament d'anarcoprimitivisme insurreccionari. Es va publicar com a projecte de la Black and Green Network i va ser editada per l'escriptor anarcoprimitivista Kevin Tucker. ST estava etiquetat inicialment com un projecte de la Coalition Against Civilisation (CAC) i la Black and Green Network (BAG). La CAC va ser creada cap a l'any 1999 com a seqüela de les massives manifestacions als carrers a Eugene (Reclaim the Streets) i a Seattle (WTO) d'aquell mateix any. Aquestes protestes van donar una nova veu i unes bases més fortes als escriptors ecoanarquistes i anarcoprimitivistes i als mitjans anarquistes i a la cultura en general. El primer exemplar va sortir a l'hivern de 2000-2001 (actualment no està disponible) i contenia una barreja d'articles ja publicats i de nova creació d'autors com Derrick Jensen o John Zerzan. La segona publicació va veure la llum el següent any, just després de l'11S i va fer un pas més cap a convertir-se una publicació pròpia, enlloc d'un altre altaveu de la retòrica ecoanarquista ja publicada. Els articles van prendre una direcció més profunda, amb un punt de vista més analític i crítica sobre temes com l'anarquisme i l'antropologia, atacant els punts de vista racionals i basats en el mite del progrés sobre la història humana i el futur que fonamenten la ideologia de la civilització.

### Anarquisme vegà
L'anarquisme vegà, o veganarquisme, és una filosofia política dins del veganisme (més concretament dins del moviment d'alliberament animal i d'alliberament de la terra) i de l'anarquisme, que crea una praxi pensada per ser un mitjà de revolució social.:6:5 Això engloba veure l'estat com un ens innecessari i nociu per als animals, tant els humans com els no humans, mentre es practica un estil de vida vegà. Es percep o com una teoria combinada, o com dues cares d'una mateixa moneda.:inside page A més, es pot considerar com una perspectiva antiespecista de l'anarquisme verd, o com una perspectiva anarquista de l'alliberament animal.:5
Els anarquistes vegans consideren que les dinàmiques opressores en la societat estan interconnectades, des de l'estatisme fins al racisme passant pel sexisme i per l'antropocentrisme:7 i redefineixen el veganisme com una filosofia radical que veu l'estat perjudicial pels animals.:9 Aquells que creuen en l'anarquisme vegà poden estar a favor o en contra de la reforma animal, això sí: no limiten els seus objectius a canvis que es puguin donar dins del marc legal.:8:12